# Yours Faithfully
Yours Faithfully è il quarto album della cantante statunitense Rebbie Jackson, pubblicato nel 1998.

## Descrizione
L'album, il primo in studio dopo R U Tuff Enuff del 1988, fu realizzato dalla casa discografica del fratello Michael, il quale, insieme alla sorella Janet Jackson, collaborò anche alla produzione e cantò nei cori del brano Fly Away, scritto nel 1987 durante le sessioni di registrazione del suo Bad.
All'interno del disco Rebbie duetta con il gruppo musicale Rhythm and Blues Men of Vizion in I Don't Want to Lose You ed è presente la cover Baby, I'm in Heaven di Trey Lorenz, dall'album omonimo.

## Tracce
1. What You Need
2. Play Your Game
3. Yours Faithfully - 3:51
4. Get Back to You
5. I Don't Want to Lose You (in coppia con i Men of Vizion)
6. Fly Away
7. You Take Me Places - 4:49
8. Once in a Lifetime Love - 4:06
9. Baby, I'm in Heaven - 4:39
10. Koo Koo
11. Centipede - 4:25